# McCoy (Colorado)
McCoy è un census-designated place (CDP) degli Stati Uniti d'America, situato nello stato del Colorado, nella contea di Eagle.